# BMW S58

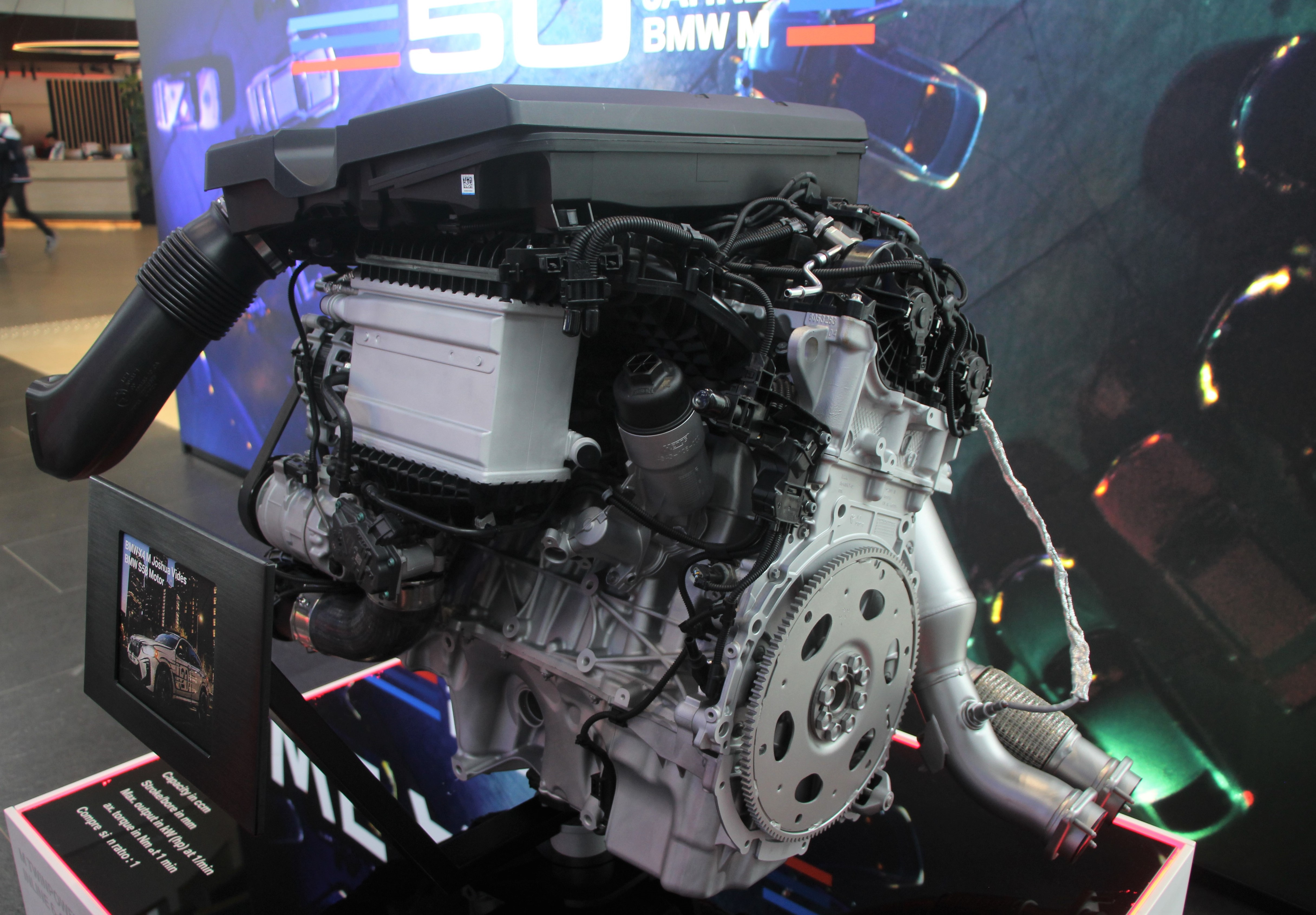
BMW S58, Seitenansicht

Der S58 ist eine vom BMW B58-Reihensechszylinder-Ottomotor abgeleitete Sportversion, die aber mit dem B58 nur wenige Teile (zehn Prozent) gemeinsam hat. Er wurde im Jahr 2019 mit den Modellen BMW X3 M / X4 M eingeführt. Seit März 2021 wird der Motor auch in den Modellen M3 und M4 eingebaut. Seit März 2022 gibt es als 4er Gran Coupé neben dem 3er eine zweite Alpina-Variante. Im M2 wird der Motor seit April 2023 eingesetzt.
Aus 3,0 Litern Hubraum leistet der Motor in der Grundversion des M4 353 kW (480 PS) und hat ein maximales Drehmoment von 600 Newtonmetern. Für das sogenannte Competition-Modell wurde die Leistung um weitere 22 kW (30 PS) auf 375 kW (510 PS) gesteigert, für die jeweiligen Drehmomente siehe untenstehende Variantentabelle. Obgleich die M3/M4-Modelle etwa 270 kg leichter als die SUV-Modelle sind, liegt der Kohlendioxidausstoß bei etwa 240 g/km. Der Alpina B4 liegt mit 229 g/km (WLTP) etwas günstiger.

## Konstruktion
Die Grundkonstruktion des Motors gleicht der des BMW B58 mit Closed-Deck-Motorblock und direkt auf die Aluminiumzylinder lichtbogendrahtgespritzten Stahllaufbahnen (LDS) zum Verringern von Reibung, er ist jedoch (mit 90 mm Hub um 4,6 mm) kurzhubiger ausgelegt als der schwächere B58-Motor und hat anstelle eines Twin Scroll-Turboladers zwei einzelne Abgasturbolader; sie sind kleiner als der Twin-Scroll-Lader und reagieren dadurch schneller auf weniger Abgas bei niedrigen Drehzahlen/Lastwechsel. Die Maximaldrehzahl des Motors beträgt 7200/min. Die geschmiedete Kurbelwelle ist leichter als die des B58. Der Druck der Benzindirekteinspritzung konnte wie beim B58 ab 2018 von 200 auf 350 bar angehoben werden. Für den Guss der aufwendigen Form der Kühlkanäle im Zylinderkopf werden 3-D-gedruckte Sandkerne verwendet. Für die Kühlung gibt es einen zentralen und zwei seitliche Kühler. Bei den Modellen M3/M4 sind diese in den Radhäusern eingebaut.
Um bei sportlichen Fahrzeugen auftretenden, höheren Beschleunigungen die Schmierung aufrechtzuerhalten, wird eine Ölwanne mit zwei getrennten Kammern verwendet. Sie ist auch auf geringes Gewicht ausgelegt. Um die Schmierung sicherzustellen, ist die Ölpumpe kennfeldgeregelt und hat eine zusätzliche Saugstufe, um das Öl aus dem Sumpf fördern zu können. Zur Abgasreinigung hat der Motor zwei Ottopartikelfilter.
Gleichteile mit dem B58 sind der hintere Deckel des Kurbelgehäuses, die variable Ventilhubsteuerung (Valvetronic) und Anbauteile wie Anlasser, Lichtmaschine, Zündspulen und Sensoren.
Die Leistungscharakteristik des Motors wurde aus dem Rennsport abgeleitet, so dass er in der GT3-Version des M4 verwendet werden kann, wo er  bis zu 444 kW (590 PS) leistet.
Die Alpina B3-Version hat strömungsoptimierte Turbinen- und Verdichtergehäuse, eine angepasste Ansaugluftführung und Abgasanlage, Kühlung sowie eine modifizierte Elektronik. Der B4 hat gegenüber dem B3 eine überarbeitete Abgasanlage und Elektronik. Das Drehmoment beider Alpina-Modelle übertrifft mit mindestens 700 Nm die reinen BMW-Versionen (siehe Abschnitt Motorvarianten).

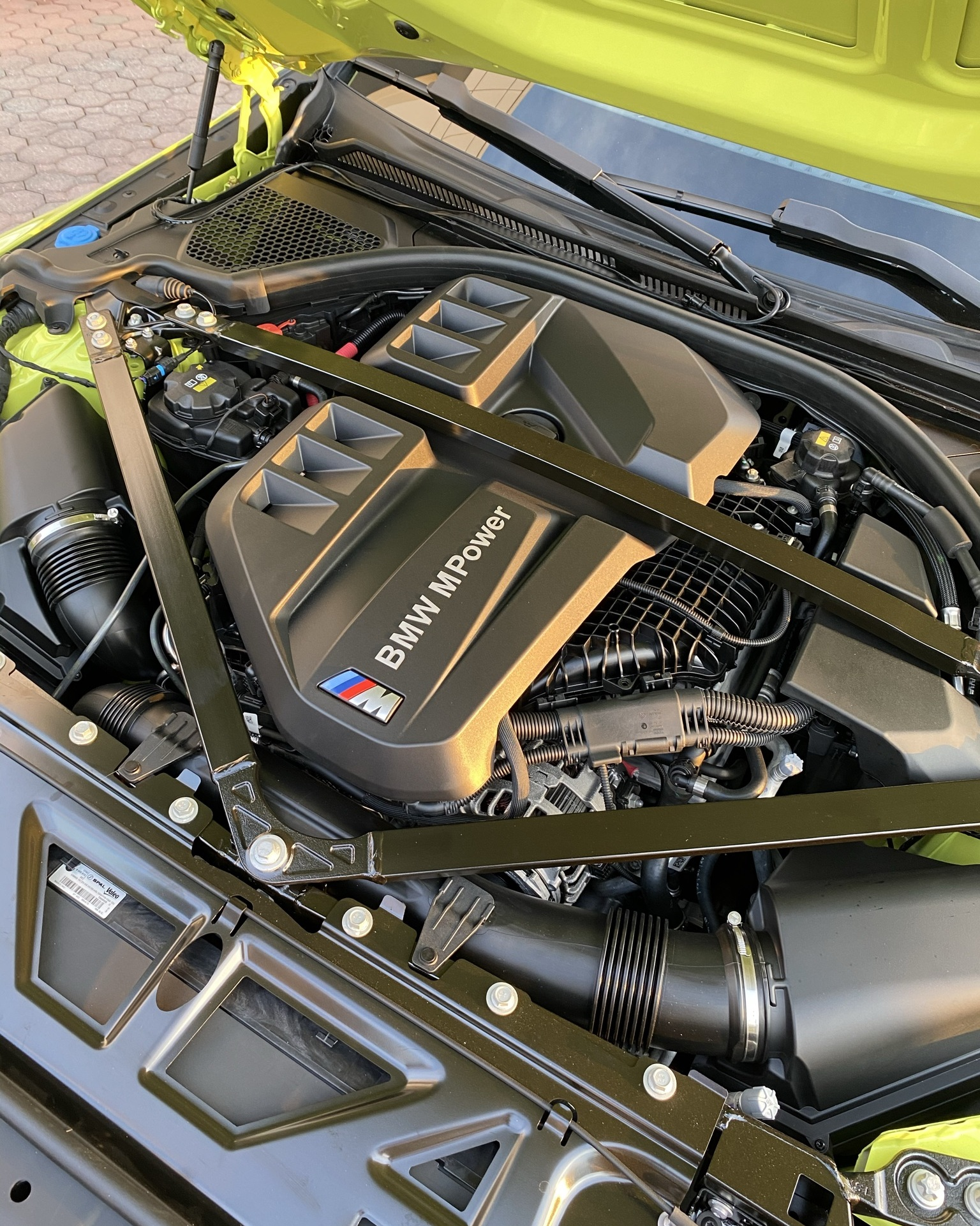
BMW S58 im BMW M3 (G80)

## Motorvarianten
| Fahrzeugtyp                                                                       | Leistung (kW/PS)                  | Drehmoment (Nm)            |
| --------------------------------------------------------------------------------- | --------------------------------- | -------------------------- |
| M2 (G87)                                                                          | 338 kW (460 PS) (ab 6250/min)     | 550 Nm bei 2650 – 5870/min |
| M2 CS (G87)                                                                       | 390 kW (530 PS) (bei 6250/min)    | 650 Nm bei 2750 – 5730/min |
| Alpina B3 G20 und G21                                                             | 340 kW (462 PS) (5000 – 7000/min) | 700 Nm bei 2500 – 4500/min |
| Alpina B3 G20 und G21                                                             | 364 kW (495 PS) (5000 – 7000/min) | 730 Nm bei 2500 – 4500/min |
| Alpina B4 Gran Coupe G26                                                          | 364 kW (495 PS) (5000 – 7000/min) | 730 Nm bei 2500 – 4500/min |
| M3 (G80, G81) / M4 (G82)                                                          | 353 kW (480 PS) (ab 6250/min)     | 550 Nm bei 2650 – 6130/min |
| X3 (G01) / X4 (G02) M                                                             | 353 kW (480 PS) (ab 6250/min)     | 600 Nm bei 2600 – 5600/min |
| X3/X4 M Competition, M3/M4 Competition xDrive                                     | 375 kW (510 PS) (ab 6250/min)     | 600 Nm bei 2700 – 5950/min |
| M3 (G80, G81) / M4 (G82, G83 xdrive) Competition(eigene geschmiedete Kurbelwelle) | 375 kW (510 PS) (ab 6250/min)     | 650 Nm bei 2750 – 5500/min |
| M3 CS (G80) / M4 CSL (G82)                                                        | 405 kW (550 PS) (ab 6250/min)     | 650 Nm bei 2750 – 5950/min |